# Telebasis isthmica
Telebasis isthmica là một loài chuồn chuồn kim trong họ Coenagrionidae.
Telebasis isthmica được Calvert miêu tả khoa học năm 1902.